# Yanfolila (Kreis)

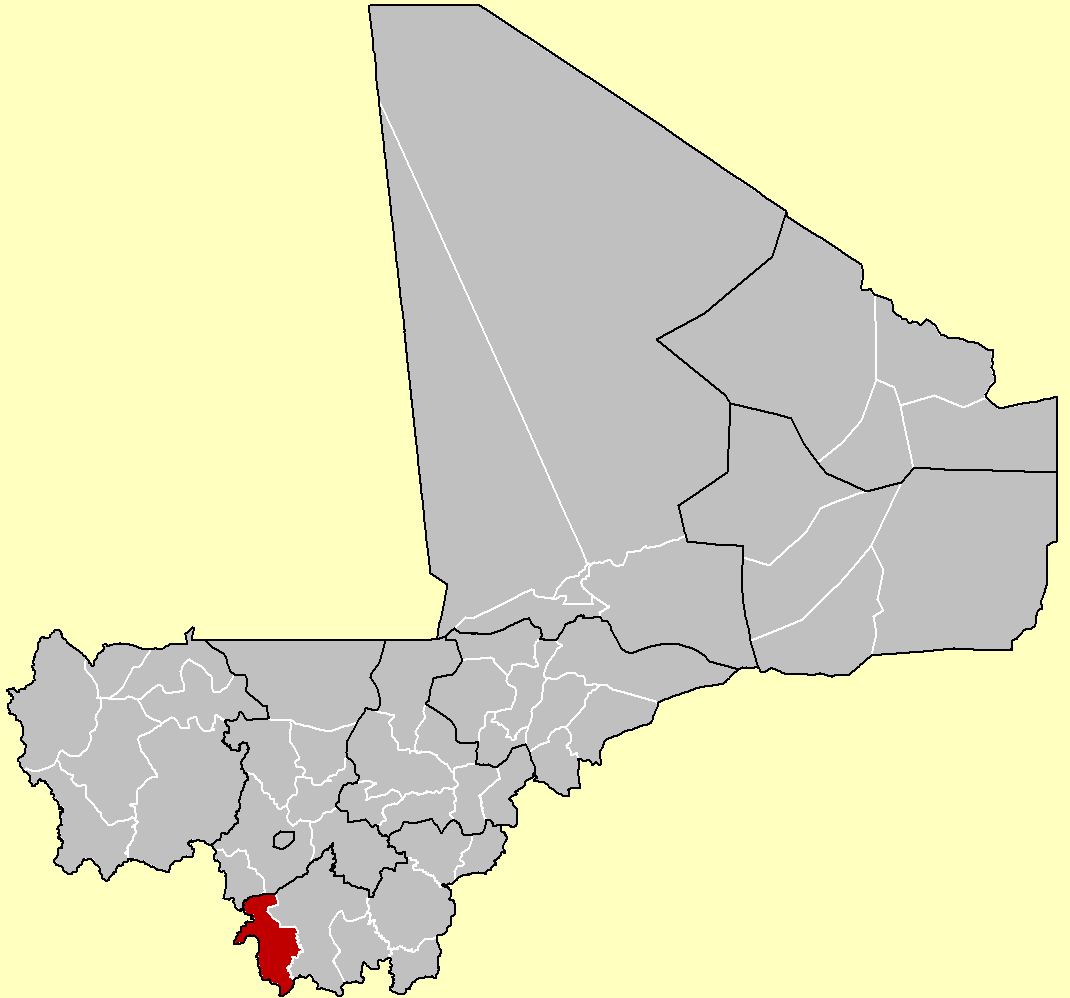
Kreis Yanfolila

Yanfolila ist der Name eines Kreises (franz. cercle de Yanfolila) in der Region Sikasso in Mali.
Der Kreis teilt sich in 14 Gemeinden, die Einwohnerzahl betrug beim Zensus 2009 211.824 Einwohner. (Zensus 2009)
Gemeinden: Yanfolila (Hauptort), Baya, Bolo Fouta, Djallon Foula, Djiguiya Dé Koloni, Faliko, Gouanan, Gouandiaka, Koussan, Sankarani, Séré Moussa Ani Samou Dé Siékorolé, Tagandougou, Wassoulou Ballé, Yallankoro Soloba.